# デボラ・スナイダー
デボラ・スナイダー（Deborah Snyder）は、アメリカ合衆国の映画プロデューサー。夫のザック・スナイダー監督の映画をプロデュースし、製作会社のクルエル・アンド・アンユージュアル・フィルムズを共同で設立した。出生名はデボラ・ジョンソン（Deborah Johnson）である。

## 私生活
ザック・スナイダーとは1996年に出会い、2004年9月25日にニューヨークのマンハッタンで結婚した。夫妻は現在、カリフォルニア州パサディナに住んでいる。

## キャリア
映画業界に入る前はニューヨークの広告代理店で働いていた。1996年に映画のようなコマーシャルを作りたいと考え、リーボックのコマーシャルの監督としてスナイダーを雇う。当時のデボラはコマーシャルの美術監督と付き合っていたが、後にスナイダーと結婚することになる。1997年にテレビドキュメンタリーの『Talk to Me: Americans in Conversation』のプロデューサーを務めた。2002年にデボラはニュージーランドでコマーシャルを製作するためにスナイダーを監督として雇い、撮影が終わると付き合い始めた。2004年、両名はウェスリー・カラーと共にクルエル・アンド・アンユージュアル・フィルムズを設立した。
2007年、夫が監督するフランク・ミラーの同名コミックを原作とした映画『300 〈スリーハンドレッド〉』で製作総指揮としてクレジットされ、映画界でのキャリアが始まる。2009年にアラン・ムーアの同名コミックを原作とした映画『ウォッチメン』で製作、2010年にキャスリン・ラスキーの児童文学を原作とした映画『ガフールの伝説』で製作総指揮を務める。
2011年、ザック・スナイダー初めてのオリジナル長編映画である『エンジェル ウォーズ』が公開となる。2013年には、クリストファー・ノーランとその妻のエマ・トーマスと共同でプロデュースした『マン・オブ・スティール』が公開される。

## フィルモグラフィ
- 300 〈スリーハンドレッド〉 300（2007年） - 製作総指揮
- ウォッチメン Watchmen（2009年）- 製作
- ガフールの伝説 Legend of the Guardians: The Owls of Ga'Hoole（2010年） - 製作総指揮
- エンジェル ウォーズ Sucker Punch（2011年）- 製作
- マン・オブ・スティール The Man of Steel（2013年）- 製作
- 300 〈スリーハンドレッド〉 〜帝国の進撃〜 300: Rise of an Empire（2014年）- 製作
- バットマン vs スーパーマン ジャスティスの誕生 Batman v Superman: Dawn of Justice（2016年）- 製作
- スーサイド・スクワッド Suicide Squad （2016年）- 製作総指揮
- ワンダーウーマン Wonder Woman（2017年）- 製作
- ジャスティス・リーグ Justice League（2017年）- 製作
- アクアマン Aquaman（2018年）- 製作総指揮
- ワンダーウーマン 1984 Wonder Woman 1984（2020年）- 製作
- ジャスティス・リーグ:ザック・スナイダーカット Zack Snyder's Justice League（2021年）- 製作
- アーミー・オブ・ザ・デッド Army of the Dead（2021年）- 製作
- ザ・スーサイド・スクワッド “極”悪党、集結 The Suicide Squad（2021年）- 製作総指揮
- アーミー・オブ・シーブズ Army of Thieves（2021年）- 製作
- REBEL MOON: パート1 炎の子
- REBEL MOON: パート2 傷跡を刻む者